# A Boda Camponesa
A Boda Camponesa (em neerlandês, De Boerenbruiloft) é uma pintura a óleo sobre madeira do mestre flamengo da Renascença Pieter Bruegel, de 1567, uma das várias em que representou a vida dos camponeses. Está actualmente exposta no Museu de História da Arte em Viena.
Pieter Bruegel gostava de pintar camponeses e diferentes aspectos das suas vidas e fê-lo em tantas das suas obras que foi até apelidado de Bruegel-camponês, mas ele era, de facto, um intelectual sofisticado, e muitas das suas pinturas têm um significado simbólico e também um aspecto moral.

## Descrição e estilo
No interior de uma sala comprida, talvez um celeiro ou um palheiro, está a decorrer a boda de casamento de um casal de camponeses. A noiva está claramente visível em frente do pano verde pendurado atrás dela (um elemento que se encontra em muitas pinturas flamengas da Virgem) e usa a coroa com um semblante vagamente sonhador tendo ao seu lado esquerdo os pais (o pai veste um casaco forrado de pele e está sentado numa cadeira com espaldar proeminente em relação aos outros bancos). Em relação ao noivo há várias teorias acerca da sua identificação na pintura. Segundo uns, o noivo, seguindo a tradição de servir os comensais, é identificado com o que está no lado esquerdo a verter cerveja (provavelmente lambic)  de um cântaro para uma caneca, ou com o de barrete encarnado que se volta no centro para tomar os pratos com comida (talvez polenta) e passá-las para os convidados, pratos que são trazidos por ajudantes num tabuleiro rudimentar feito de tábuas de madeira.
Em primeiro plano vê-se uma criança que está lambendo um prato, tendo uma boina demasiado grande com uma pena de pavão que lhe cobre os olhos. O olhar do espectador é levado em profundidade pela posição oblíqua da mesa, ao longo da qual se alinham os vários convidados, cada um retratado na sua singularidade. Um cão sai debaixo da mesa, ao lado de um prelado que está discutindo com um homem de barba ruiva de perfil. Há quem interprete este último como um possível auto-retrato de Bruegel, parecendo o autor escolher, finalmente, algum distanciamento em relação aos personagens que o haviam caracterizado, participando mesmo assim, na alegria do evento.
Dois tocadores de gaitas de foles estão de pé em plano intermédio; mais distantes, outros personagens aglomeram-se na porta, e uma criança, sentada na extremidade da mesa, está a chupar o dedo. A descrição é assim enriquecida por muitos detalhes quotidianos que fazem da obra um exemplo da pintura de género.

## O Noivo
Tem havido muitas conjecturas sobre a identidade do noivo nesta pintura. Gilbert Highet argumentou que o noivo é o homem no centro do quadro, vestindo um casaco escuro e visto de perfil, ou, segundo Gustav Glück, o embaraçado filho de um casal rico, que se vê encostado à parede em frente, à direita da noiva, a comer com uma colher. Também tem sido sugerido que, segundo o costume da época, o noivo não esteja sentado à mesa, podendo ser o homem que está a despejar cerveja. Ou pode estar, de acordo com o mesmo costume, a servir a comida, podendo assim ser o jovem com boné vermelho, que está a retirar os pratos com comida do tabuleiro ambulante e a colocá-los na mesa para os convidados.
Numa perspectiva freudiana, Rudy Rucker especula:
... o noivo é o homem de barrete encarnado, que passa comida para a noiva. O movimento de um marido, a penetrar a esposa. Note-se que perto dele há pelo menos três símbolos fálicos apontando para a mulher: o braço do homem, a faca sobre a mesa, e o saleiro (?) na mesa. Note-se também que no final do braço do homem está a elipse do prato visto de lado que está orientada e localizada no sítio certo para representar a vagina da noiva.
Alguns autores têm mesmo sugerido que o noivo não esteja na pintura. Van der Elst aventou que esta poderia ser a representação de um provérbio flamengo antigo, que diz: "É um homem tão pobre que não é capaz de ir ao seu próprio casamento".
Alguns argumentaram que se trata de uma representação das bíblicas Bodas de Caná. Lindsay e Bernard Huppé, por seu turno, especularam que a pintura possa ser uma alegoria cristã, simbolizando a corrupção, ao descrever a Igreja corrompida, a qual era suposto ser a noiva de Cristo, mas que o noivo não tinha aparecido para reivindicar a sua noiva corrupta.

## História
A obra devia ter uma data e assinatura, mas o corte de cerca de 5 cm na parte inferior (em 1660), a fim de a adequar ao tamanho de Dança de Camponeses, destruiu tal registo. É provável que fossem os dois primeiros quadros de uma série tendo por tema o casamento.
Em 1594 foi comprada em Bruxelas pelo arquiduque da Áustria Ernesto von Habsburg e em 1659 está registada nas colecções do arquiduque Leopoldo von Habsburg, e daí a inclusão mais tarde no espólio do Museu de História da Arte em Viena.

## Na cultura popular
A pintura foi caricaturada em Astérix entre os Belgas.
Outra utilização da pintura foi no cartão de promoção da participação da Bélgica no Festival Eurovisão da Canção 1979.